# Afrikaanerpartiet

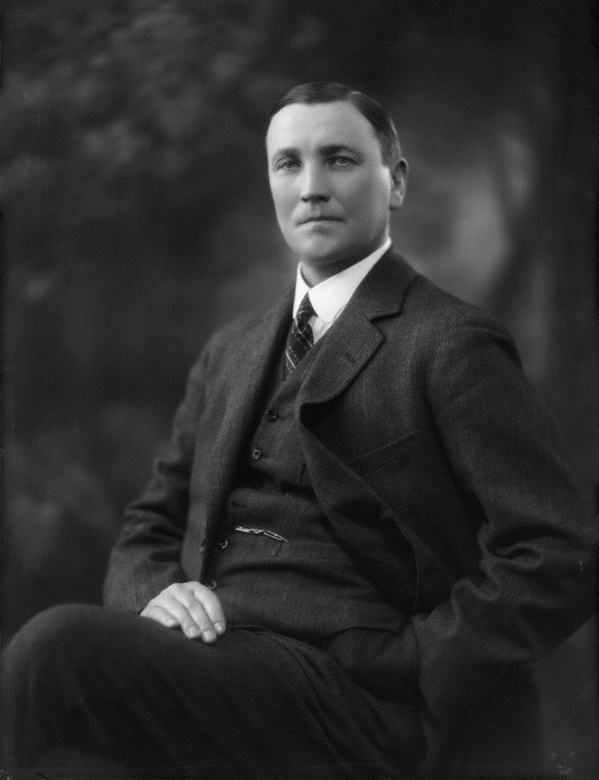
Nicolaas Havenga (1882-1957), Sydafrikas finansminister 1924-1934 och 1948-1954.

Afrikanerparty, Afrikaner Party (Afrikaanerpartiet) var ett politiskt parti i Sydafrika skapat 1941 av före detta finansminister Nicolaas Havenga i ett försök att ena landets afrikander mot det pågående andra världskriget. Partiet vann föga framgångar och inga mandat (1,78 % av rösterna) i 1943 års parlamentsval. 1948 gick Havenga till val i koalition med Daniel Malans radikala Nationalistparti och vann nio mandat. Havenga utsågs därefter till finansminister i Malans regering. År 1951 inkorporerades Afrikaner party i National Party som samma år bytte namn till National Party of South Africa.